# 座ヒトデ綱
座ヒトデ綱 Edrioasteroidea は棘皮動物の分類群の一つ。出現はエディアカラ紀かカンブリア紀だと考えられ、古生代の終わりに絶滅した。
体制は単純で、無数の小さな板で構成された殻を持ち、下面は基質に付着するための構造になっている。伸び縮みする柄を持つグループもある。上面の中央には口があり、5本の歩帯が放射状に伸びる。歩帯は、直線に伸びる種も曲がって伸びる種もあるが、曲がってのびる場合は1-2本が逆向きに曲がり、肛門を囲むような形を取ることが多い。歩帯は上歩帯板 (cover plate) と下歩帯板 (floor plate) から構成され、その間は食物粒子の通路（食溝、food groove）となっている。肛門は口の少し斜め下に開き、三角形の板で囲まれた円錐状になる。殻の下面は板で覆われない。
カンブリア紀には底質を乱す生物が少なかったことから、当時の座ヒトデ類は、固く締まった底質上に直接付着していた。だがオルドビス紀になると底質を擾乱する生物が増えてきたことから、多くの種は岩や貝殻などの硬い基質に付着するようになった。他の生物の表面に付着する種も知られている。

## 分類
- ?Arkarua - A. adami エディアカラ紀。棘皮動物とは独立に五放射相称となった三裂動物門である可能性もある。
- Walcottidiscus - W. typicalus バージェス頁岩より。明瞭に座ヒトデと確認できる化石は、カンブリア紀中期から産出し始める。
- Kailidiscus - K. chinensis[3]
- Stromatocystitidae Bassler, 1935[4]
  - Stromatocystites Pompeckj, 1896
  - Cambraster Cabibel, Termier, and Termier, 1959
- Edrioasterida Bell, 1976 - カンブリア紀中期からオルドビス紀中期。Isorophida以外でカンブリア紀を生き延びた唯一のグループ。殻は球形に近く、歩帯が非常に広い[5][6]。
  - Edrioaster Billings, 1858 (タイプ属) - E. bigsbyi ・E. priscus
  - Edriophus Bell, 1976 - E. levis
  - Totiglobus Bell & Sprinkle, 1978 - T. nimius ・T. lloydi
  - Paredriophus - P. elongatus

### Isorophida
Isorophida Bell, 1976 - 円盤状の殻を持ち、その辺縁部がよく発達する。オルドビス紀を越えて生存したのはこのグループのみである。
- Pyrgocystidae Kesling, 1967[7]
  - Streptaster Hall, 1872 - S. vorticellatus
  - Belochthus Bell, 1976
  - Moroccopyrgus Sumrall & Zamora, 2011
  - Argodiscus Prokop, 1965
  - Archaepyrgus
  - Epipaston
  - Fanulodiscus
  - Pyrgocystis
  - Cystaster Hall, 1871 - C. stellatus
- Lebetodiscina Bell, 1976
  - Lebetodiscidae Bell, 1976
    - Lebetodiscus Bather, 1908
    - Foerstediscus Bassler, 1935

  - Carneyellidae Bell, 1976
    - Carneyella Foerste, 1917 - C. pilea ・C. faberi ・C. ulrichi
    - Cryptogoleus Bell, 1976 - C. chapmani
- Isorophina Bell, 1976
  - Isorophidae Bell, 1976
    - Isorophus Foerste, 1917 - I. cincinnatiensis
    - Isorophusella Bassler, 1935
    - Euryeschatia Sumrall & Zamora, 2011
    - Hemicystites Hall, 1852
    - Rectitriordo Bell, 1976
    - Curvitriordo Bell, 1976

  - Agelacrinitidae Chapman, 1860 - 歩帯板が殻の下に伸びないこと、歩帯板の配置が複雑であること、無数に分かれた口板を持つことで特徴付けられるグループである[8]。
    - Agelacrinites Vanuxern, 1842
    - Dinocystis Bather, 1898
    - Torquerisediscus Sumrall, 2001 - 歩帯が左右に2-3回波打った珍しい形態を持つ[9]。
    - Thresherodiscus - T. ramosa (Foerste, 1914)
    - Neoisorophusella - N. lanei ・N. berryi ・N. maslennikovi ・N. whitesidei
    - Krama Bell, 1976 - K. devonicum (Bassler), 1936
    - Postibullinae Sumrall et al., 2000 - 歩帯板が高く持ち上がる。肛門も円錐形に突出する[10]。
      - Postibulla Bell, 1976
      - Parapostibulla Sumrall, 2000
      - Pyrgopostibulla Sumrall et al., 2006[11]

    - Lepidodiscus Meek and Worthen, 1868
    - Ulrichidiscus
    - Cooperidiscus Bassler, 1935
    - Lispidecodus - L. plinthotus (Kesling, 1967)
    - Discocystinae Sumrall, 1996 - 逆円錐形の柄の上に円盤状の殻が乗り、棍棒状の形態となる。柄は伸縮させたり曲げたりすることができる[8]。
      - Discocystis Gregory, 1897
      - Clavidiscus Sumrall, 1996
      - Hypsiclavus Sumrall, 1996
      - Bostryclavus Sumrall, 1996
      - Spiraclavus Sumrall, 1996
      - Giganticlavus

## 画像

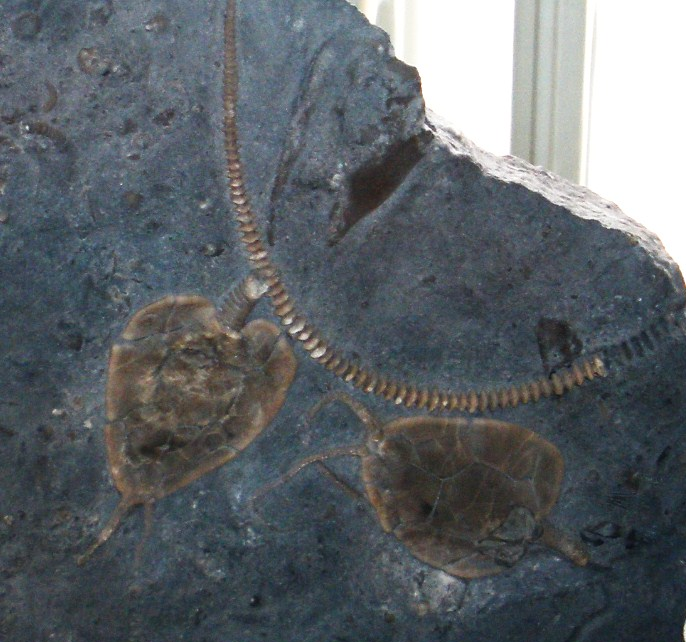
Edriophus pigsgi 。カナダ、オルドビス紀中期。
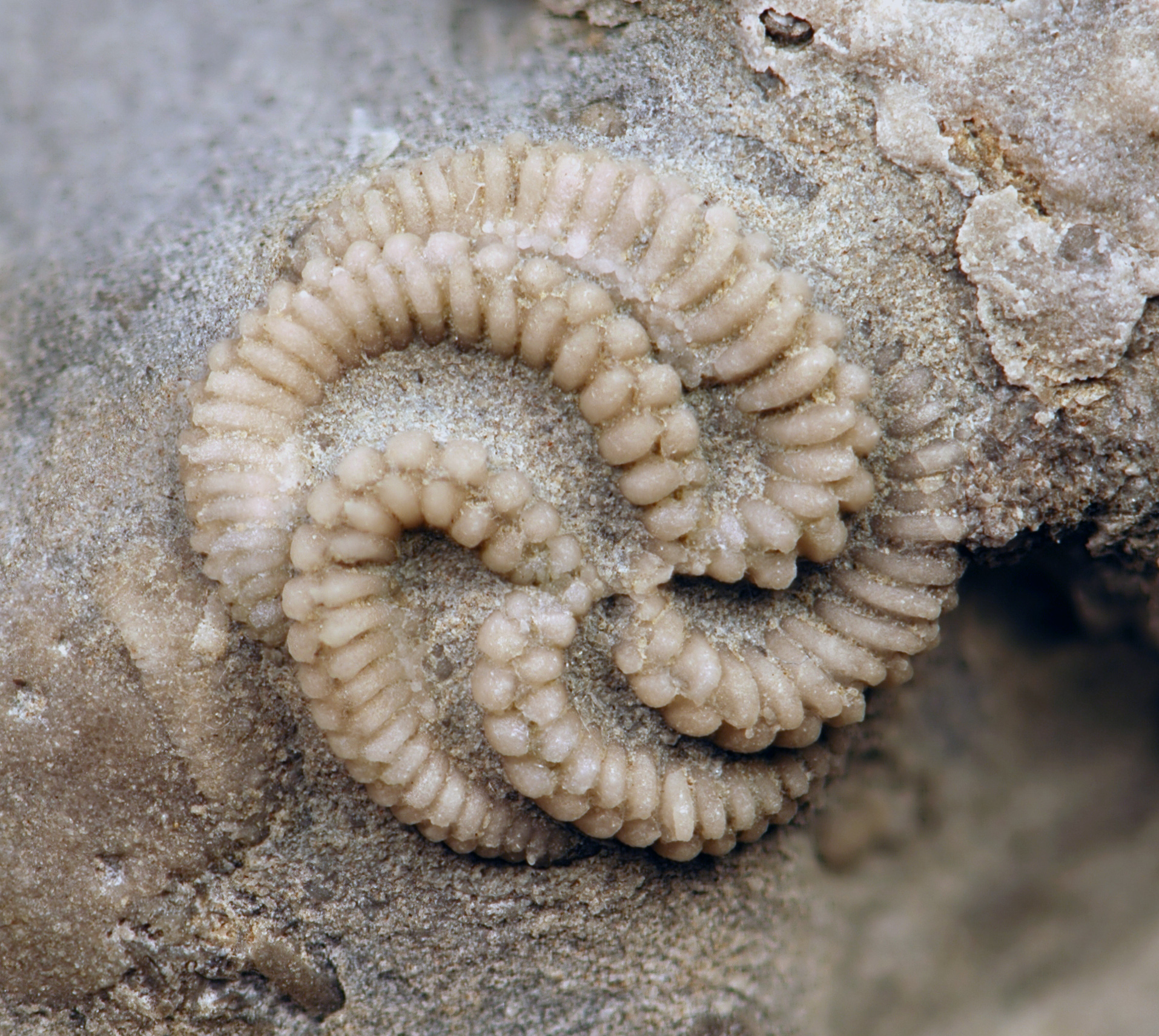
Streptaster vorticellatus 。幅13mm。ケンタッキー州のBellevue層（オルドビス紀後期）より。
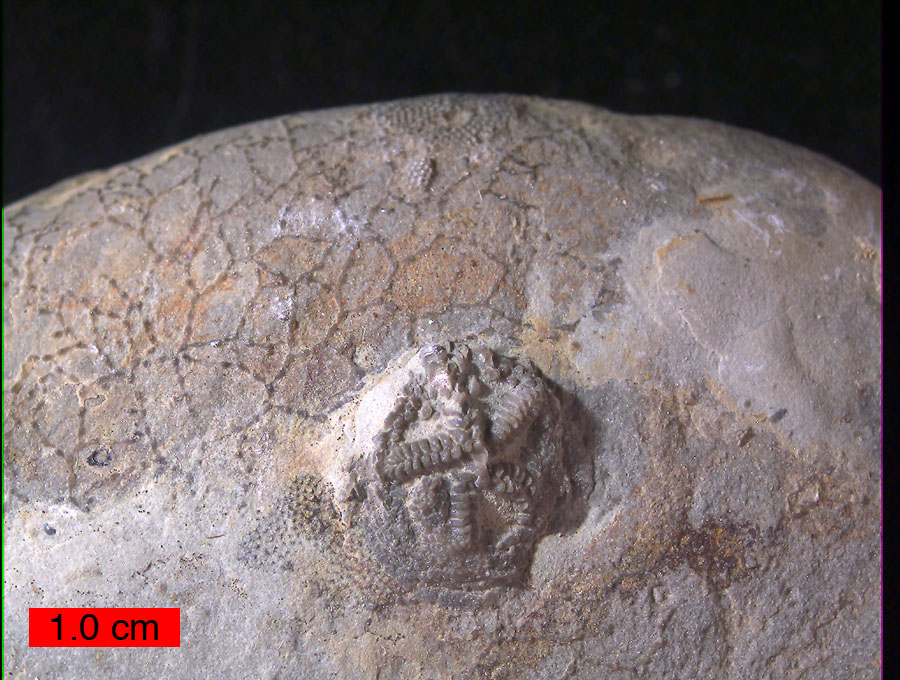
Cystaster stellatus 。ケンタッキー州北部の礫岩層（Kope層、オルドビス紀後期） より。円口目の外肛動物を基物としている。